# Majid Saleh
Majid Saleh (Teheran, 3 ottobre 1966) è un ex calciatore ed ex giocatore di calcio a 5 iraniano.

## Carriera
Come massimo riconoscimento in carriera vanta la partecipazione, con la Nazionale di calcio a 5 dell'Iran, al FIFA Futsal World Championship 1992 nel quale la selezione asiatica ha ottenuto la sua migliore prestazione nei campionati mondiali con il quarto posto finale, dopo la sconfitta nella finalina a beneficio della Spagna. Ha poi disputato anche il successivo torneo del 1996, uscendo però al primo turno.